# Flugplatz Shoreham

i7
i11
i13

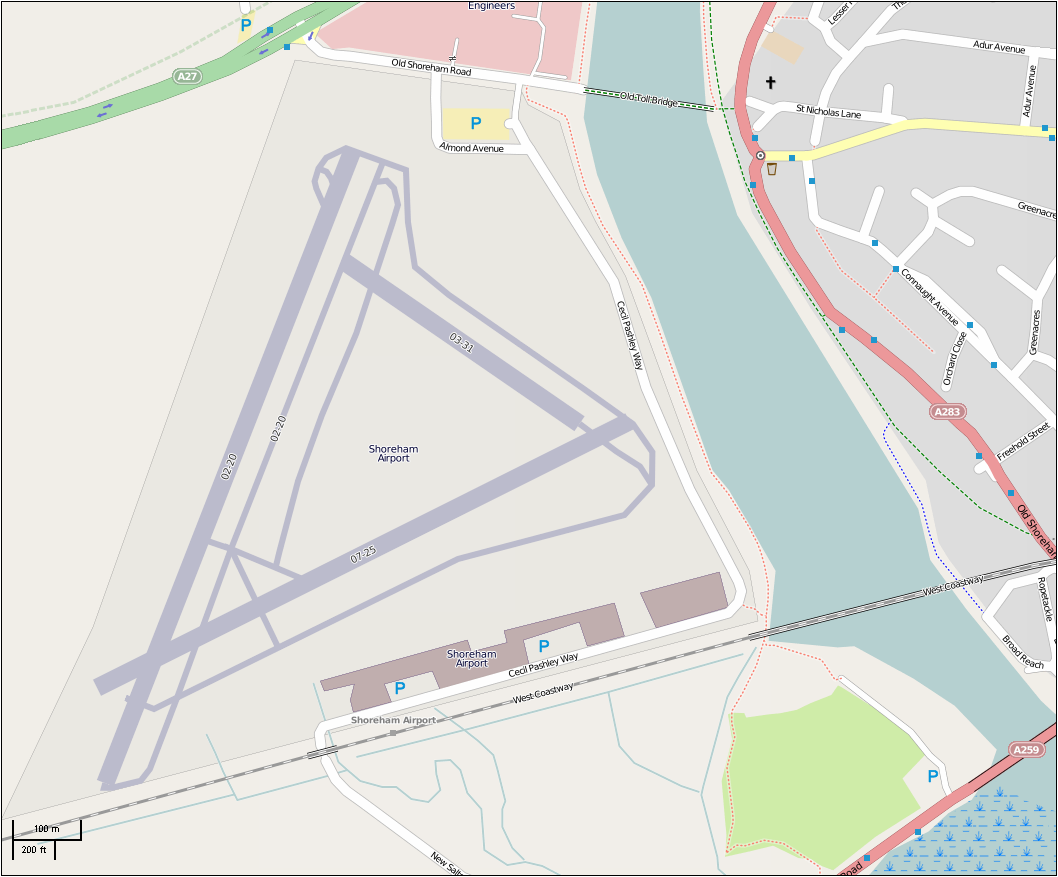
Die Pisten des Flugplatzes Shoreham und die Lage der ehemaligen Bahnstation.

Der Shoreham Airport (IATA-Code: ESH, ICAO-Code: EGKA), auch bekannt unter dem Namen Shoreham (Brighton City) Airport, ist ein Flugplatz in Lancing, bei Shoreham-by-Sea in der Nähe von Brighton an der südenglischen Küste. Er liegt auf einer Höhe von 7 ft (ca. 2,1 m) AMSL.
Der seit 1910 existierende Flugplatz ist der älteste im Vereinigten Königreich und gleichzeitig der älteste als kommerziell nutzbar gebaute Flughafen der Welt.

## Geschichte

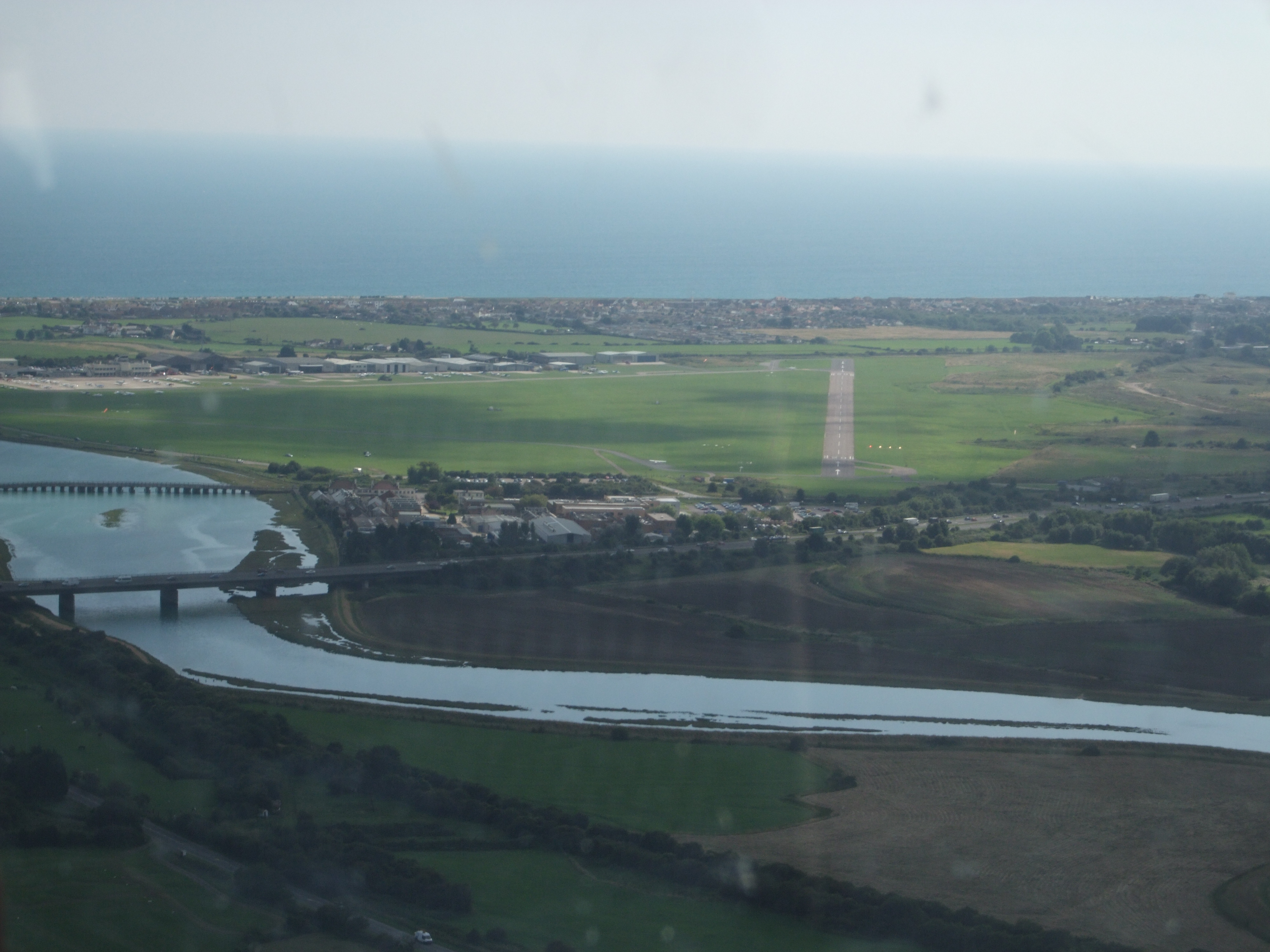
Die asphaltierte Piste mit dem Adur im Vordergrund.

Erstmals 1910 angeflogen, wurde der Flugplatz Shoreham am 20. Juni 1911 offiziell eröffnet. Seit 1913 ist er Sitz von Flugschulen. Am 13. Juni 1936 wurde das im Art-Déco-Stil erbaute Hauptgebäude eröffnet, das bis heute in Gebrauch ist und unter Denkmalschutz steht. Bis 1940 hielten die Züge der englischen Südbahn direkt vor dem Flughafen. Seither ist die Haltestelle geschlossen.
In beiden Weltkriegen wurde er von Royal Flying Corps und Royal Air Force militärisch genutzt.
Der Flugplatz ist seit Juli 2006 in Besitz der Albemarle Shoreham Airport Limited, als er von den Gemeinden Brighton and Hove und Worthing verkauft wurde, da die Schuldenlast für die öffentliche Hand zu groß wurde.

## Heutige Nutzung
Der von einer Aerodrome Traffic Zone umgebene Flugplatz ist für Sicht- und Instrumentenflug zugelassen und an allen Tagen der Woche geöffnet, Instrumentenflugtraining unterliegt jedoch einer PPR-Regelung. Zoll- und Einwanderungsformalitäten können nur nach vorheriger Anfrage erledigt werden.
Der Flugplatz verfügt über drei in einem Dreieck angeordnete Start- und Landebahnen. Die 1036 m lange Hauptbahn 02/20 mit etwa nord-südlicher Ausrichtung ist asphaltiert und mit einem PAPI-System sowie einer Landebahnbefeuerung für den Nachtflug ausgerüstet. Die 877 m lange Graspiste 07/25 kreuzt die Hauptbahn an ihrem Südende. Im Nordosten wird das Dreieck durch eine weitere Graspiste, die 408 m lange 13/31, geschlossen.
Zwischen dem im Süden des Flugplatzes gelegenen Tower und der Piste 07/25 befinden sich zwei Helipads, wovon eines befeuert ist.
Als Navigationshilfe stehen ein VDF-Peiler und ein DME, jedoch kein Instrumentenlandesystem zur Verfügung.

## Zwischenfälle
Der Flugtagunfall von Shoreham ereignete sich am 22. August 2015, als bei der jährlich stattfindenden Shoreham Airshow ein historischer Strahltrainer vom Typ Hawker Hunter T7 nach einem Looping auf die Schnellstraße A27 stürzte. 11 Menschen starben, mindestens 14 Menschen wurden verletzt. Der Pilot überlebte schwer verletzt.